# Quiz
 (octobre 2024).

Exemple de réponse multiple à un Quiz.

Un quiz (prononcé « kouïz ») est un jeu qui consiste en un questionnaire permettant de tester des connaissances générales ou spécifiques ou des compétences. Un quiz se pratique seul ou à plusieurs, suivant des procédures plus ou moins élaborées. Il peut se présenter sous forme de questionnaire à choix multiples ou de questionnaire simple, mais la différence majeure avec un autre test de connaissances ou de personnalité est qu'on attend du participant une réponse non développée d'un ou deux mots.
Le quiz est le principe de nombreux jeux de société ou de jeux radiophoniques ou télévisés. Lorsqu'il ne s'agit pas d'un jeu, on parle plutôt de « questionnaire » ou de « test » que de quiz.

## Origine du mot
Le mot quiz (invariable selon les règles françaises de grammaire) est à l'origine un mot anglais d'usage familier aux États-Unis signifiant examen oral ou colle, du verbe transitif to quiz signifiant questionner (aux États-Unis : faire passer l'oral à un candidat).
On rencontre parfois en français la graphie quizz, peut-être à cause d'une confusion avec les formes fléchies ou dérivées en anglais où le z est doublé (quizzes, quizzical...).

## Types de quiz

### Jeux de société
- Cranium
- Trivial Pursuit

### Jeux radiophoniques

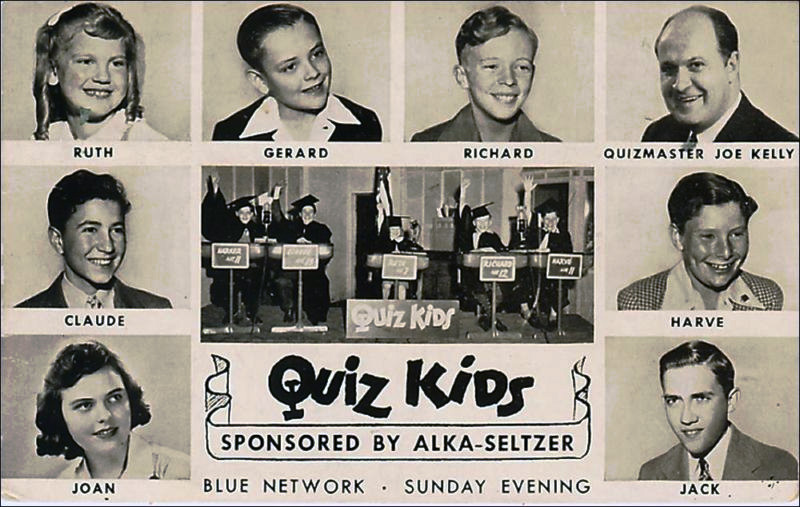
Carte promotionnelle du jeu radiophonique américain Quiz Kids (1940).

- Quitte ou double, Radio Luxembourg puis Radio Monte-Carlo
- Le jeu des 1000 euros, France Inter (anciennement 100 000 francs par jour, 1 000 francs par jour puis le jeu des mille francs)
- Reine d'un Jour, animé par Jean Nohain, 1948-1955
- Les martins mènent la course, 1949-1954?
- Cent francs par seconde

### Jeux télévisés
De nombreux jeux télévisés ont été basés sur des quiz. Les jeux télévisés en France ont un vif succès[Quand ?].
- Qui veut gagner des millions ?, TF1 (Who Wants to be a Millionaire)
- Question pour un champion, France 3
- Le maillon faible, TF1 (The Weakest Link)
- Burger Quiz
- Jeopardy!, éphémère

### Jeux vidéo
Beaucoup de jeux vidéo sont fondés sur des quiz, certains ont innové en rajoutant des points que l'on gagne en répondant le premier, ou en ajoutant un animateur qui donne une touche d'humour au quiz.
- Buzz!
- Duel Quiz
- Quiz Magic Academy (Japon Uniquement)
- You Don't Know Jack

### Sites internet
De nombreux sites internet de quiz permettent aux joueurs de se défier, de jouer ou même de créer leurs propres quiz.
- JetPunk

## Championnats internationaux
Le championnat mondial de quiz (WQC) a lieu chaque année depuis 2003, organisé depuis 2004 par l'Association internationale de quiz (IQA). Le championnat européen de quiz (EQC) a lieu chaque année depuis 2004.
Il existe aussi, plus particulièrement dans les pays anglo-saxons, en Flandre et en Estonie, des compétitions officielles de quiz entre des universités, des clubs de fans, etc., par exemple les National Academic Quiz Tournaments ou les épreuves de l'Academic Competition Federation.